# Prunetto
Prunetto (piemontesisch Prunèj oder Prinaj) ist eine Gemeinde in der italienischen Provinz Cuneo (CN), Region Piemont.

## Lage und Einwohner
Prunetto liegt rund 80 Straßenkilometer östlich von der Provinzhauptstadt Cuneoauf einem Höhenrücken zwischen dem Bórmidatal und dem Uzzonetal. Der Ort gehört zur Weinregion Alta Langa, einem Vorgebirge des Ligurischen Apennin. Er ist Teil der Comunità Montana Langa Valli Bórmida und hat 395 Einwohner (Stand 31. Dezember 2023). Zur Gemeinde zählen auch die Fraktionen (Frazioni) Colombi, Lisinotti, Moglie, Sotto la Rocca und Sulite.
Die Nachbargemeinden sind Castelletto Uzzone, Gorzegno, Gottasecca, Levice, Mombarcaro und Monesiglio.

## Geschichte

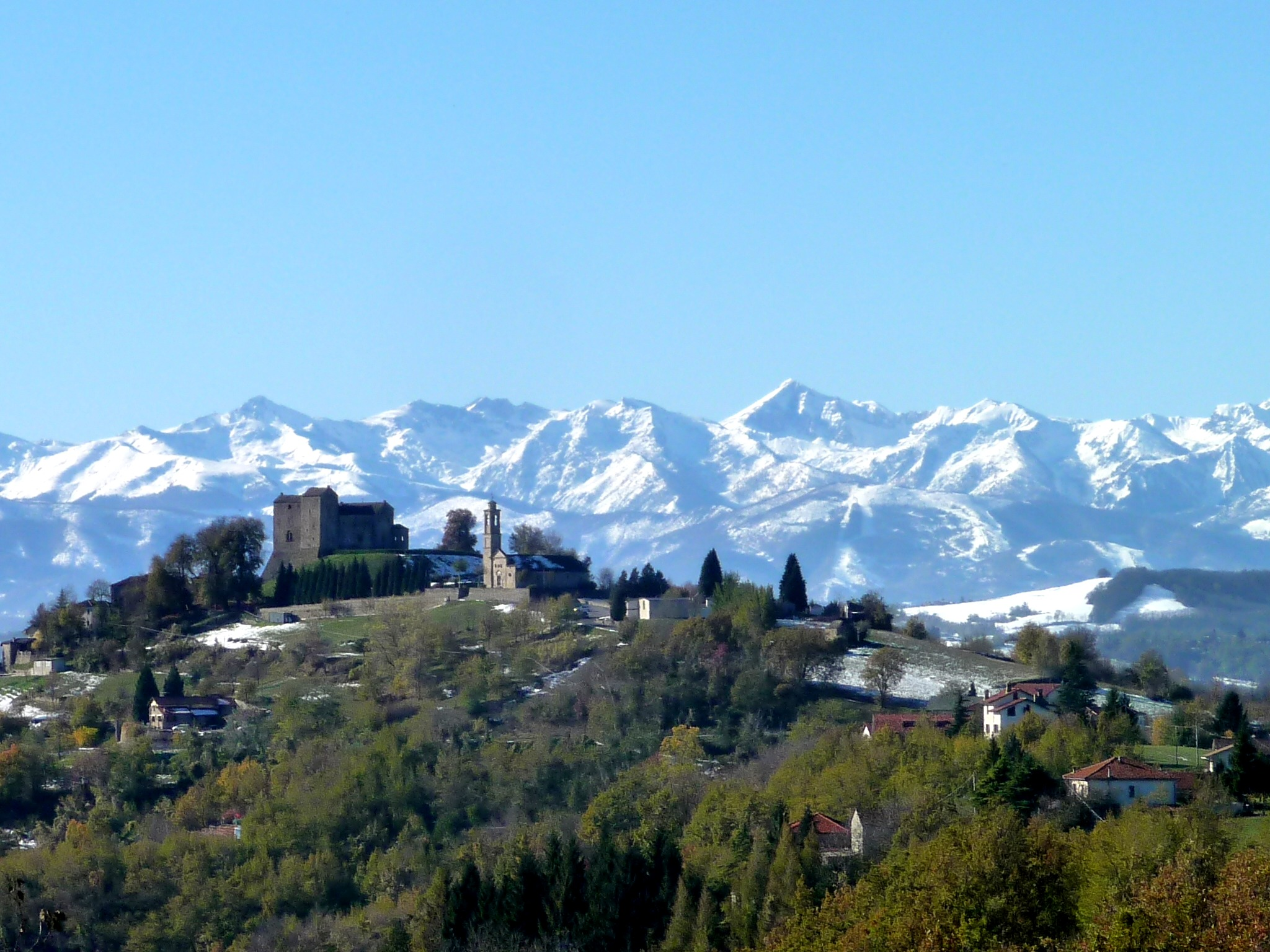
Castello Scarampi und Kirche Madonna del Carmine

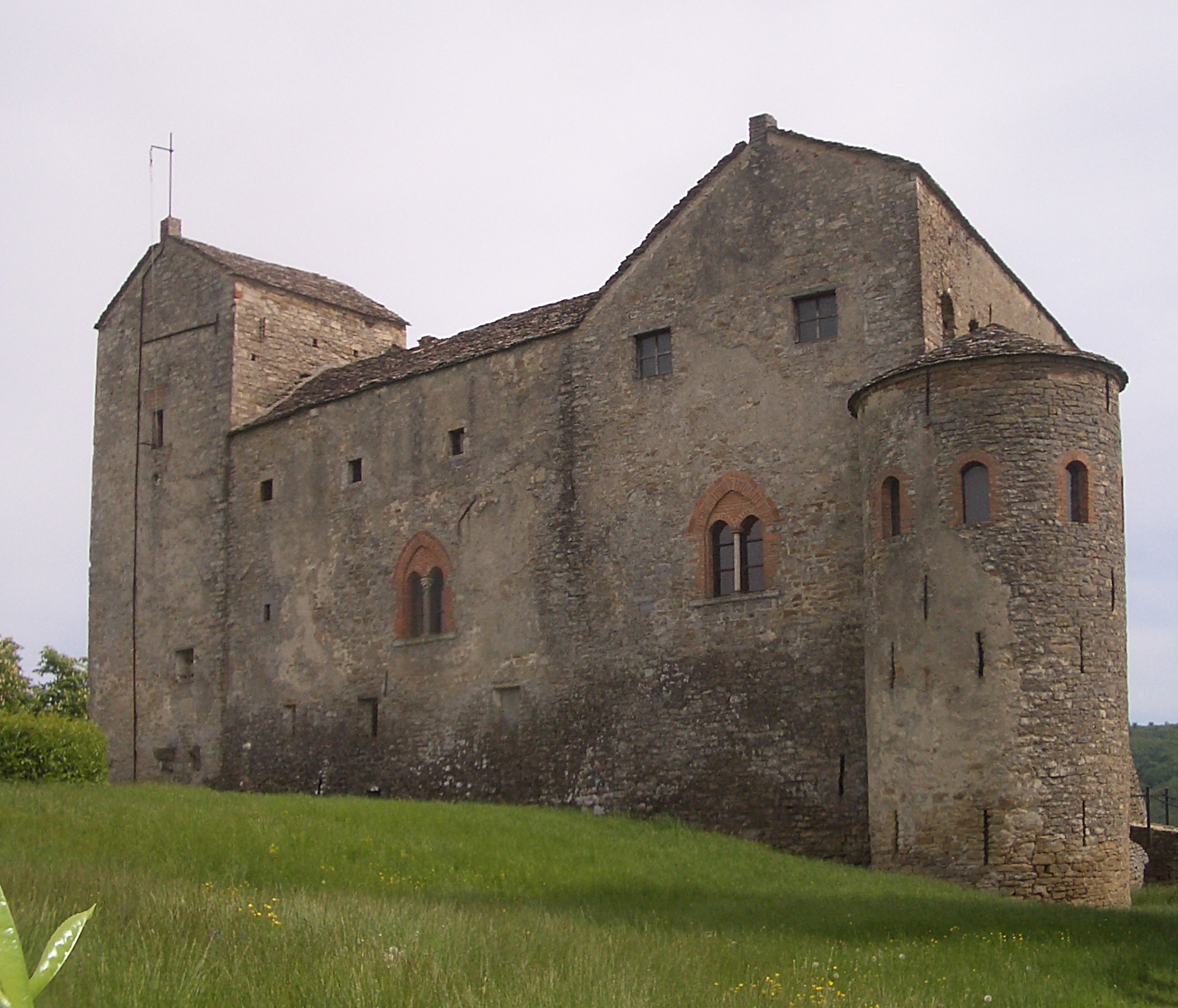
Schloss Scarampi del Caretto di Pruney

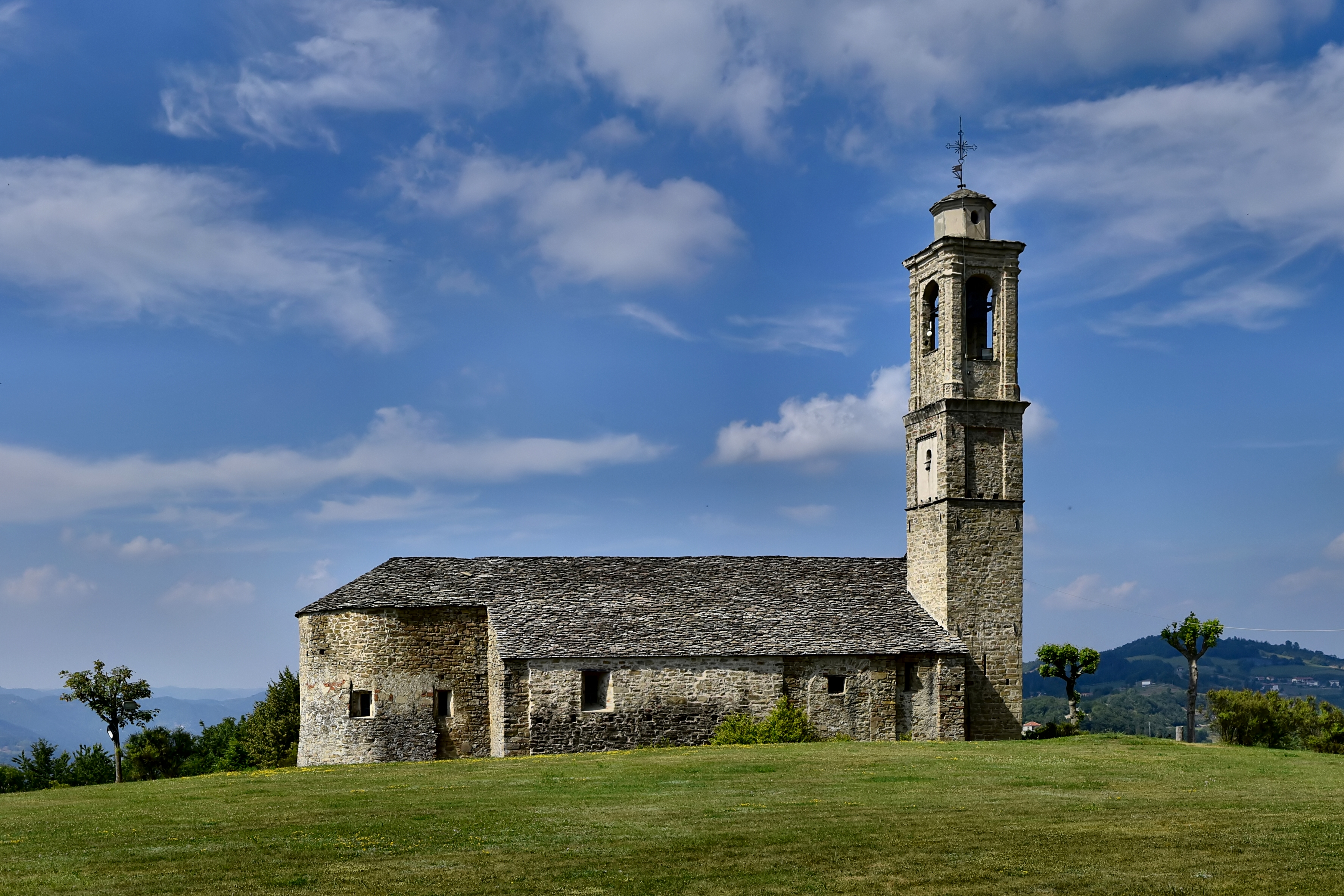
Wallfahrtskirche Madona del Carmine

Der Ortsname setzt sich aus PRUNUS und dem Suffix -ETUM zusammen, was auf einen mit Pflaumenbäumen oder Dornenbäumen bepflanzten Ort hinweist. Es gibt nur wenige historische Informationen über die ersten Ereignisse des Dorfes und seine Ursprünge. Zum ersten Mal wird es in einem Diplom aus dem Jahr 967 erwähnt, als Otto I. den Ort Aleramo von Monferrato übergab. Seine Geschichte ist mit der anderer Gemeinden in der Region identisch. Im 13. Jahrhundert stand es unter der Herrschaft des Marquis Del Carretto und im Jahr 1431 wurde es aufgrund der Machtkämpfe um die Langhe-Länder zwischen dem Markgrafen Gian Giacomo von Monferrato und dem Herzog Filippo von Mailand besetzt und zerstört. Anschließend ging es an das Marquisat von Scarampi über, war kaiserliches Lehen und gelangte schließlich in den Besitz der Savoyer.

## Sehenswürdigkeiten
- Das Castello Scarampi del Caretto di Pruney wurde zwischen dem 13. und 14. Jahrhundert vom Marquis Del Carretto errichtet.[3]
- Die Wallfahrtskirche Madonna del Carmine geht auf das 13. Jahrhundert zurück und birgt bemerkenswerte Fresken des 15. und 16. Jahrhunderts.
- die Pfarrkirche San Lorenzo Martire, die 1904 erbaut wurde, um die andere zu ersetzen, die inzwischen zu alt war.

## Typische Produkte
Prunetto liegt im Anbaugebiet der piemontesischen Haselnuss. Als typischer Käse wird der Tuma di Prunetto produziert. In der Umgebung von Prunetto wird auch Weinbau betrieben. Die Beeren der Rebsorten Spätburgunder und/oder Chardonnay dürfen zum Schaumwein Alta Langa verarbeitet werden.